# Super Ser
Super Ser was een Spaanse wielerploeg die werd opgericht in 1975 en opgeheven in 1976.

## Bekende ex-renners
- Josef Fuchs
- Luis Ocaña
- Eddy Peelman
- Agustín Tamames
- Pedro Torres
- Sylvain Vasseur

## Belangrijkste overwinningen
- Ronde van Spanje 1975: Agustín Tamames

Spaanse wielerploeg Super Ser: 1975–1976
Andiano ·
Balagué ·
Berland ·
Casas ·
Fussien ·
Gómez ·
González ·
Lazcano ·
Ocaña ·
Peelman ·
Rosiers ·
Tamames ·
D. Torres · 
P. Torres ·
Uribezubia ·
Vallori ·
Vasseur ·
Viejo
Balagué ·
Berland ·
Casas ·
Castán ·
Elorriaga ·
Fuchs ·
Greciano ·
Lazcano ·
López · 
Manzaneque ·
Ocaña ·
Peelman ·
Pérez ·
Rosiers · 
Suárez ·
Tamames ·
Torres ·
Uribezubia ·
Valencia ·
Viejo